# Koi kaze
Koi kaze (恋風, litt. vent d'amour) est un seinen manga écrit et dessiné par Motoi Yoshida. Il est prépublié de 2001 à 2004 dans le magazine Evening de l’éditeur Kōdansha, puis compilé en cinq tomes.
Koi kaze raconte une histoire d'amour incestueuse entre un homme qui approche la trentaine et sa jeune sœur encore lycéenne,.

## Synopsis
Nés à 12 ans d'écart, Kōshirō et Nanoka ont été séparés après le divorce de leurs parents alors qu'ils étaient encore enfants.
L'histoire commence lorsque Nanoka, alors âgée de 15 ans, déménage chez son père et son frère à Tokyo afin d'étudier dans un lycée de la ville. Kōshirō a alors 27 ans, travaille dans une agence matrimoniale et vient juste de rompre avec sa petite amie. Un matin, il rencontre par hasard sa sœur Nanoka dans le train et sympathise brièvement. Ne s'étant pas vu depuis une dizaine d'années, ils ne se reconnaissent pas et finissent par partir chacun de leur côtés.
Peu après, ils se rencontrent de nouveau dans un parc d'attraction et vont tous deux faire un tour de Grande Roue. Pas encore remis de sa récente séparation avec sa petite amie, Kōshirō craque devant Nanoka qui alors tente de le réconforter. Kōshirō se rend compte alors qu'il éprouve une certaine attirance envers la jeune fille. Peu après, ils croisent leur père qui leur apprend qu'ils sont en réalité frère et sœur.

## Productions et supports

### Manga
Le manga, paru dans le magazine de prépublication Evening et édité aux éditions Kōdansha ne s'est terminé qu'après la fin de la diffusion de l'anime. Les deux fins sont de ce fait différentes mais relativement proches.
Le manga n'est pas disponible en version francophone. L'anime est par contre licencié par Dybex.

### Anime
L'anime fut diffusé sur la chaîne nippone TV Asahi en 2004. Cependant l'épisode 8 ne fut pas diffusé parce qu'il traitait du divorce, un sujet tabou au Japon. Geneon le mit en libre visionnage sur Internet et diffusé sur Kids Station. Il l'inclut plus tard dans la version DVD.